# Telemedia
 Telemedia  es una productora líder de las emisiones de Call TV. Produce más de 80 horas de Call TV al día por 40 países. Telemedia está registrada en Valletta, 136 St. Christopher Street, VLT 05,  Malta, un paraíso fiscal.
La central está situada Telemedia, 20-22 Boszormenyi UT, Budapest.
Telemedia ha producido y distribuido en nombre de RTL9 y AB3 (Bélgica) la emisión de llamada ganadora. A finales de noviembre de 2006, dejó de transmitir RTL9 llamada ganadora y 1,2,3 Quiz a raíz de numerosas denuncias presentadas ante la APN. El programa tiene connotaciones eróticas.
Telemedia ha perdido su contrato con el grupo AB y con su último cliente francés, la cadena JET que optaron por trasladar sus juegos en Bélgica o para producirlos internamente.
A partir del 1 de abril de 2009  Telemedia  ha recuperado la producción de la versión belga de  llamada ganadora  en AB4.
El equipo de +Clair de Canal+ publicó un informe en septiembre llamado "Telemedia, un templo de Call TV".